# Guilty Guilty

Löpsedlar av Guilty Guilty.

Guilty Guilty, även hopskrivet GuiltyGuilty, är en svensk konstduo som gjorde gatukonst av löpsedlar. De utgjordes av de två gatukonstnärerna Akay och Adams. Under omkring 20 år, från slutet av 1990-talet, ägnade sig duon åt att sätta upp egentillverkade löpsedlar, varianter av kvällstidningarnas löpsedlar, på gatorna. Gamla löpsedlar samlades in, rubrikerna skars ur, och sattes ihop till nya braskande rubriker som syftade att vara mer skruvade eller humoristiska anspelningar på riktiga rubriker.